# فيل برادلي
فيل برادلي (بالإنجليزية: Phil Bradley)‏ هو لاعب كرة قاعدة أمريكي، (ولد في سكنيكتادي في الولايات المتحدة مارس 1885  م).